# Doraemon
Doraemon (ドラえもん?) è un manga scritto e disegnato da Fujiko F. Fujio, serializzato sulla rivista CoroCoro Comic di Shōgakukan dal 1º dicembre 1969 al 26 aprile 1996. Le 1.345 storie sono state raccolte in 45 volumi tankōbon sotto l'etichetta Tentōmushi Comics; il manga è stato tradotto e pubblicato in diverse lingue, fra cui in italiano da Star Comics, in inglese da Shōgakukan e AltJapan, in francese da Kana e in spagnolo da Planeta DeAgostini, in forma integrale o in raccolte antologiche.
La trama segue le avventure del giovane e sfortunato Nobita Nobi, il quale, con l'aiuto di un gatto robot di nome Doraemon, cerca di cambiare il suo futuro e diventare una persona migliore. Dal manga sono state tratte tre serie televisive anime: la prima, prodotta da Nippon TV Movie e composta da 26 episodi in 52 segmenti, è stata trasmessa su Nippon Television dal 1º aprile al 30 settembre 1973; la seconda, a cura di Shin-Ei Animation, è stata trasmessa dal 2 aprile 1979 al 18 marzo 2005 su TV Asahi e comprende 1.709 episodi; la terza, sempre prodotta da Shin-Ei Animation, viene trasmessa su TV Asahi dal 15 aprile 2005 e comprende più di 600 episodi. L'opera è stata inoltre trasposta in altri media come lungometraggi animati e videogiochi.
Con oltre 170 milioni di copie vendute in tutto il mondo, Doraemon è l'opera più popolare e conosciuta di Fujio, oltre che la sua più longeva, ed è considerata una delle serie manga e anime più famose e di successo di tutti i tempi e fra le icone più rappresentative della cultura pop giapponese. È stato elogiato da numerosi critici ed esperti, e citato come fonte di ispirazione per le loro opere da numerosi celebri mangaka come Eiichirō Oda, Masashi Kishimoto e Rumiko Takahashi.

## Trama
Nobita Nobi è un ragazzino giapponese di dieci anni che frequenta la quinta elementare; sebbene sia una persona gentile e altruista, è pigro, pauroso e distratto. Per questo motivo viene deriso e maltrattato da Takeshi Gōda, da tutti soprannominato Gian, un bullo irascibile e forzuto, e da Suneo Honekawa, un ragazzo facoltoso e viziato che sfrutta l'amicizia di Gian per ottenere il rispetto degli altri ragazzi del luogo. L'unico sogno di Nobita, quello di sposare l'amica e compagna di classe Shizuka Minamoto, viene ostacolato dalla presenza di Dekisugi Hidetoshi, un giovane estremamente intelligente che esercita su di lei una forte attrazione.
A causa dei suoi scarsi risultati in campo scolastico e sportivo, Nobita viene continuamente rimproverato dal maestro e dai genitori, Tamako e Nobisuke, i quali cercano invano di stimolarlo ad impegnarsi di più e ad assumersi le proprie responsabilità. Ma Nobita continuerà a collezionare fallimenti che porteranno la sua futura famiglia e i suoi discendenti in condizioni di povertà. Il suo agire lo avrebbe inoltre portato in futuro a non essere ammesso all'università, a fondare un'azienda di fuochi artificiali che avrebbe prodotto soltanto debiti e a non sposare la ragazza di cui si era innamorato, Shizuka, bensì la sorella di Gian, Jaiko. Sewashi Nobi, un discendente di Nobita proveniente dal XXII secolo, decide allora di tornare indietro nel tempo per aiutare il ragazzo a migliorare il suo futuro, lasciando a vegliare su di lui un gatto robot, Doraemon. Quest'ultimo, grazie al "gattopone", una tasca quadri-dimensionale contenente innumerevoli gadget detti "chiusky", rivoluziona completamente la vita di Nobita, migliorando i rapporti che il giovane ha con i genitori e gli amici.
Doraemon diventa rapidamente amico del giovane e si mostra estremamente premuroso nei suoi confronti: lo sostiene infatti nei momenti di difficoltà, cercando allo stesso tempo di evitare che i suoi chiusky vengano usati in modo sconsiderato. I due vivono così insieme moltissime avventure e il ragazzo, sebbene compia spesso degli errori, riesce comunque con l'aiuto di Doraemon a risolvere i suoi problemi, facendo la cosa giusta e imparando ogni giorno una piccola lezione.
Nonostante la serie non avanzi mai nel tempo e sia costantemente ferma alla sola età giovanile dei personaggi, è sottinteso che, grazie alle lezioni morali di Doraemon, Nobita vivrà un futuro migliore, affronterà da solo i problemi della vita e sposerà Shizuka, così Doraemon potrà tornare nel futuro.

## Personaggi

I protagonisti di Doraemon nella serie anime del 1979. Da sinistra a destra: Doraemon, Nobita, Shizuka, Suneo e Gian.

Doraemon presenta un gruppo ristretto di personaggi, ognuno contraddistinto da una sua peculiarità e rappresentanti un microcosmo della società giapponese, riflettendo i rapporti tra le varie classi. Sono invece numerosi i personaggi secondari o occasionali che talvolta giungono a ottenere un ruolo di primo piano all'interno della narrazione.
Doraemon (ドラえもん?) è un gatto robot assemblato mediante la tecnologia del XXII secolo e in grado di provare emozioni come ogni essere umano. Per rappresentarlo Fujio si ispirò a un gatto e a una bambola okiagari-koboshi, un giocattolo di cartapesta estremamente popolare in patria. Il suo nome fu scritto unendo insieme i caratteri dei due sistemi di scrittura sillabici giapponesi: il katakana (ドラ) e l'hiragana (えもん). Per la parte iniziale dora si prese spunto dal termine dora neko (どら猫? lett. "gatto randagio"), a sua volta corruzione di nora (ノラ? lett. "randagio"). Tuttavia, nella lingua giapponese, dora significa anche gong: nella serie furono inseriti quindi molteplici giochi di parole e riferimenti legati all'assonanza, primo fra tutti la passione di Doraemon per il dolce dorayaki. La parte finale, -emon, è invece un suffisso presente in alcuni nomi propri di persona maschili, come Goemon (ごえもん?); l'autore creò in tal modo un nome arcaico e desueto per un robot del XXII secolo, ottenendo un voluto effetto comico.
Nobita Nobi (野比 のび太?, Nobi Nobita) è un ragazzino dall'animo gentile, caratterizzato però da una persistente sfortuna; a causa di ciò Doraemon non diventa per lui solo un amico, bensì un vero e proprio deus ex machina capace di aiutarlo a risolvere ogni problema. A causa della sua estrema pigrizia il giovane non ama lo studio e preferisce trascorrere le giornate dormendo; questo aspetto del carattere di Nobita è evidenziato anche dal suo nome, un gioco di parole che si basa sull'espressione nobi-nobi (のびのび?) e che presenta un doppio significato, essendo traducibile come "una persona spensierata" e "uno che se la prende comoda". Nelle intenzioni dell'autore, il ragazzo rappresenta la bontà della classe media ma allo stesso tempo anche la sua ordinarietà; inoltre i genitori del giovane ritraggono due personaggi estremamente diffusi nella società nipponica: la madre è una casalinga, il padre un salaryman costretto a effettuare lunghi spostamenti per recarsi sul luogo di lavoro.
Shizuka Minamoto (源静香?, Minamoto Shizuka) è una compagna di classe di Nobita, nei confronti del quale è sempre premurosa, gentile e amichevole: il personaggio della ragazza è infatti caratterizzato per rappresentare le ojō-sama, ragazze di bell'aspetto dal comportamento raffinato. Shizuka è segretamente innamorata di Nobita, che condivide tale sentimento e cerca, con l'aiuto di Doraemon, di conquistare definitivamente il cuore dell'amica.
I personaggi di Takeshi "Gian" Gōda (剛田 武?, Gōda Takeshi) e Suneo Honekawa (骨川スネ夫?, Honekawa Suneo), rispettivamente il bullo del quartiere e il suo braccio destro, presentano invece nei confronti di Nobita un comportamento ambivalente: da un lato tendono a escluderlo o a prendersela con lui, dall'altro sono sempre pronti ad aiutarlo nei momenti di difficoltà. Nelle intenzioni dell'autore, Suneo impersona l'arroganza e l'egocentrismo della classe medio-alta, mentre Gian l'impulsività e la praticità di quella medio-bassa.

## Produzione
Spesso erroneamente attribuito alla coppia di autori Fujiko Fujio, composta da Motoo Abiko e Hiroshi Fujimoto, Doraemon venne in realtà concepito e realizzato solo da quest'ultimo, sotto il nome d'arte di Fujiko F. Fujio. L'idea per lo sviluppo della serie nacque in modo del tutto casuale: dopo essere scivolato su un giocattolo della figlia e aver sentito il miagolio di un gatto, Fujio iniziò a pensare a una macchina capace di aiutarlo nella creazione di un nuovo manga. Per impostare l'opera e il personaggio principale l'autore riprese diversi elementi del suo fumetto precedente, Obake no Q-tarō, incentrato su un fantasma che vive insieme a una famiglia umana, ripetendone la formula. L'idea di Doraemon fu quindi il risultato di varie prove ed esperienze precedenti che lo aiutarono a trovare il genere di manga per cui era maggiormente portato: lo slice of life umoristico.
All'inizio l'opera non ottenne un grande successo poiché all'epoca della sua uscita i manga più acclamati erano gekiga, ma in seguito sia per l'evoluzione dei gusti dei lettori giapponesi, sia per la crescente popolarità delle trasposizioni animate e cinematografiche, l'apprezzamento per il manga salì progressivamente. Grazie al successo ottenuto la pubblicazione del fumetto fu prolungata e si estese per circa ventisette anni.
Essendo l'opera principalmente indirizzata a bambini, Fujio scelse di rappresentare i personaggi con uno stile grafico semplice, basato su forme geometriche elementari come cerchi ed ellissi, allo scopo di conferire a Doraemon un aspetto grottesco e divertente. La stessa successione delle vignette, regolare e costante, favorisce la facilità di comprensione del lettore. Il colore blu, una delle caratteristiche principali di Doraemon, fu invece scelto per risaltare sulle riviste nelle quali l'opera era pubblicata, che erano solite avere la copertina gialla e i titoli di colore rosso.
Fujio affrontò le tematiche del manga con un approccio ottimistico e rassicurante, evitando totalmente scene di violenza o erotiche. Inserì però numerose tematiche ambientaliste, narrando spesso storie in cui i protagonisti si impegnano per salvare animali o in cui criticano l'errato comportamento umano nei confronti della natura. Nel corso dell'opera cercò di trattare numerosi argomenti didattici, spesso legati a mitologia e folclore giapponese, insistendo in particolar modo sui valori etici dell'integrità, della perseveranza, del coraggio, della famiglia e del rispetto. Per sottolineare la centralità dei giovani nella storia, scelse di far svolgere l'azione in luoghi prevalentemente accessibili ai ragazzi e non agli adulti, legittimando l'esistenza di una società che si basa sulle potenzialità dei giovani, mediante le quali tutti possono vivere felicemente; tale appello ha ottenuto un'ampia risonanza in Giappone e nei Paesi vicini. Durante lo sviluppo del manga, Fujio scelse di non assegnare al carattere dei personaggi alcuna evoluzione, né in positivo e né in negativo; secondo l'autore infatti quando il protagonista di un manga realizza le sue aspirazioni, l'opera di cui fa parte smette immediatamente di essere interessante. Di conseguenza predilesse una struttura ciclica e tendenzialmente infinita, nella quale il protagonista «sebbene sembri migliorare, in realtà rimane sempre nello stesso posto».
La pubblicazione del manga terminò con la morte del suo autore, avvenuta il 23 settembre 1996, e l'assenza di una conclusione definitiva dell'opera ha portato con il tempo alla creazione di numerose leggende metropolitane. Ryūichi Yagi e Takashi Yamazaki, registi di Doraemon - Il film, hanno affermato che «di Doraemon esiste un unico episodio iniziale, mentre il finale è stato più volte riscritto e modificato». In ogni caso Shōgakukan, casa editrice dell'opera, è intervenuta diffondendo un epilogo ufficiale nel quale Nobita sposa Shizuka e rimane per sempre amico di Doraemon che, assolto il proprio compito, torna nel futuro.

### Ambientazione

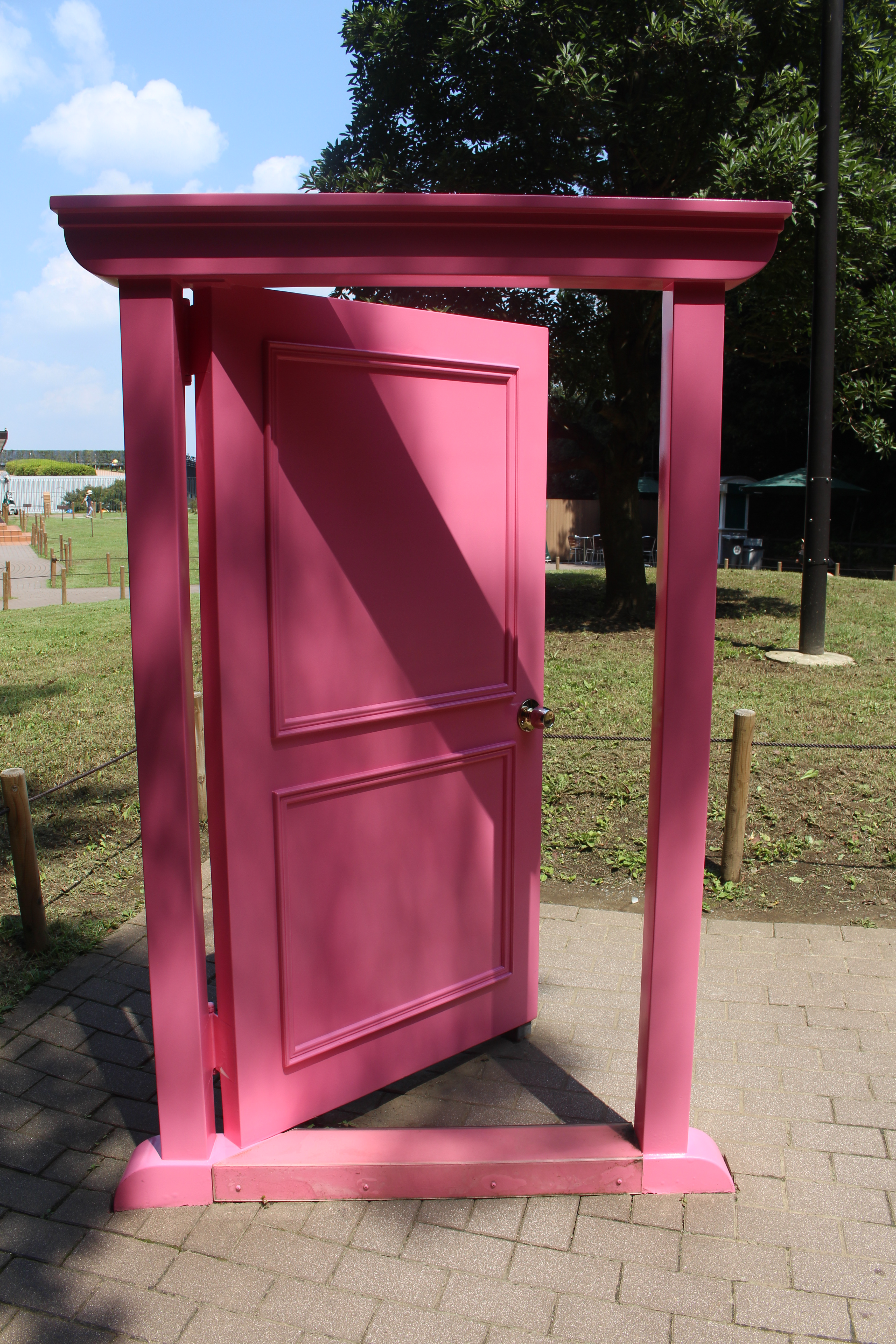
Riproduzione della dokodemo porta, conservata all'esterno del Fujiko F. Fujio Museum.

Doraemon è ambientato nel quartiere di Nerima, situato nella periferia di Tokyo, in particolare nei luoghi di ritrovo e di svago per i bambini; sono spesso rappresentate le abitazioni dei vari personaggi, la scuola e la collina a essa adiacente, presso cui Nobita si reca in cerca di tranquillità. Un altro luogo ricorrente all'interno dell'opera è uno spiazzo erboso con delle tubature, chiamato "parco abbandonato", dove i protagonisti possono incontrarsi e giocare a volano, calcio e baseball. All'interno del quartiere, l'abitazione di Nobita è situata nell'immaginaria area di Tsukimidai (lett. "Altura da cui si vede la Luna"). La scelta del nome fu ispirata a Fujimidai (lett. "Altura da cui si vede il Monte Fuji"), zona in cui il fumettista Osamu Tezuka viveva e lavorava; il celebre mangaka era infatti per il creatore di Doraemon un punto di riferimento. Sebbene l'universo rappresentato sembri immutabile, ci sono elementi che raffigurano, nel pensiero dell'autore, un ambiente soggetto a cambiamenti ed evoluzioni, come i materiali da costruzione nel parco. Fujio, nel corso della pubblicazione di Doraemon, effettuò inoltre numerose modifiche ai luoghi e agli oggetti presenti all'interno dell'opera con lo scopo di rendere la realtà rappresentata più attuale per i lettori.

### I chiusky
I chiusky (ひみつ道具?, Himitsu dōgu, "Strumenti segreti") sono dei gadget futuristici posseduti da Doraemon; vengono usati per aiutare gli altri personaggi e sono elementi di presenza talmente assidua da essere stati definiti il «fulcro dell'opera». È stato calcolato che in totale Doraemon abbia usato oltre mille chiusky nel corso della pubblicazione del manga, sebbene alcuni abbiano goduto di un maggiore utilizzo. Tra essi sono presenti il copter (タケコプタ?, Takecopter), un'elica di bambù che posta sulla testa permette di volare, apparsa all'interno dell'opera 214 volte, la macchina del tempo (タイムマシン?, Time machine), apparsa 97 volte e usata dai protagonisti per effettuare viaggi nel tempo, e la dokodemo porta (どこでもドア?, Dokodemo door, "Porta per ogni dove"), una porta che permette di spostarsi ovunque nel mondo e che è apparsa 68 volte. Altri chiusky ricorrenti all'interno dell'opera sono la torcia d'ingrandimento (ビッグライト?, Big light) e la luce che riduce (スモールライト?, Small light) che permettono rispettivamente di ingrandire o rimpicciolire un oggetto; il panno del tempo (タイムふろしき?, Time furoshiki), capace di riportare un oggetto a una specifica condizione passata o futura; e l'esaudifono o cabina dei desideri (もしもボックス?, Moshimo box), una cabina telefonica capace di trasformare il mondo in base a una determinata richiesta.
In generale i chiusky si caratterizzano per essere affidabili e facilmente trasportabili, nonché per l'uso semplice e intuitivo. Fujio inserì i chiusky cercando di riflettere una visione tendenzialmente ottimistica del rapporto fra l'uomo e la tecnologia. Per analogia, egli cercò di rappresentare Nobita come l'uomo che conosce la tecnologia, che si affida a essa e che compie numerosi esperimenti per trovare soluzioni ottimali. Tramite i chiusky Fujio espresse alcuni fra i principali desideri della società a lui contemporanea.

## Media

### Manga

Copertina del primo volume di Doraemon Color Edition.

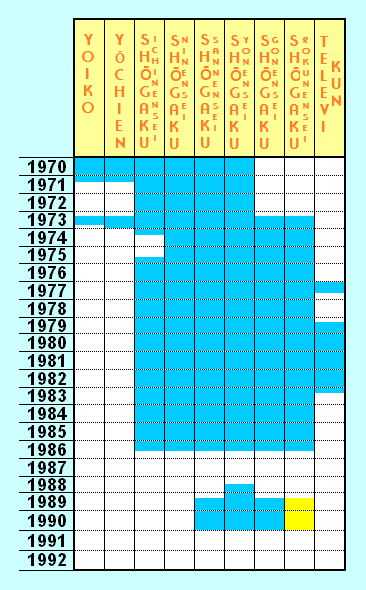
Pubblicazione del manga Doraemon in Giappone.

Scritto e illustrato da Fujiko F. Fujio, Doraemon fu pubblicato in Giappone da Shōgakukan a partire dal 1º dicembre 1969 su due riviste educative per bambini, Yoiko (よいこ? lett. "bravi bambini") e Yōchien (幼稚園? lett. "scuola materna"); dal mese successivo Doraemon uscì anche su Shōgaku Ichinensei (小学 一年生? lett. "prima classe della scuola primaria"), Shōgaku Ninensei (小学二年生? lett. "seconda classe della scuola primaria"), Shōgaku Sannensei (小学三年生? lett. "terza classe della scuola primaria") e Shōgaku Yonensei (初学 四年生? lett. "quarta classe della scuola primaria"). Nell'aprile 1973 l'opera iniziò a essere pubblicata anche su Shōgaku Gonensei (小学 五年生? lett. "quinta classe della scuola primaria") e su Shōgaku Rokunensei (小学 六年生? lett. "sesta classe della scuola primaria").
Poiché ogni rivista era rivolta a uno specifico e diverso target, dal 1973 al 1986 Fujio disegnò ogni mese sei diversi racconti; ciò portò a una rapida evoluzione dei personaggi, consolidando definitivamente lo stile del disegnatore. Tra il dicembre 1976 e il marzo 1983, seppur con alcune interruzioni, il manga fu pubblicato sul mensile Televi-Kun, mentre dal 15 marzo 1977, Doraemon iniziò a essere serializzato sulla rivista CoroCoro Comic, creata appositamente per l'opera.
A partire dal 1974 Fujio cominciò a ricontrollare e selezionare le varie storie che aveva pubblicato, e a organizzarle in tankōbon; essi furono distribuiti con cadenza variabile tra il 31 luglio 1974 e il 26 aprile 1996 da Shōgakukan, sotto l'etichetta Tentōmushi Comics (てんとう虫コミックス?), per un totale di 45 volumi. Tra il 25 aprile 2005 e il 28 febbraio 2006 sono stati inoltre pubblicati cinque volumi con titolo Doraemon Plus (ドラえもん プラス?), contenenti 104 storie non originariamente pubblicate nei tankōbon; il 12 gennaio 2014 è stato pubblicato il sesto volume della serie, contenente altre 18 storie. I racconti inediti a colori sono stati invece distribuiti in sei volumi con titolo Doraemon Color Edition (ドラえもんカラー作品集?, Doraemon color sakuhin-shū, "Doraemon - Raccolta di opere a colori"), dal 17 luglio 1999 al 2 settembre 2006; tramite questa edizione sono stati recuperati ulteriori 119 racconti. Infine, il 1º dicembre 2019, in occasione dei cinquanta anni dall'inizio della serializzazione del manga, Shōgakukan ha reso disponibile Doraemon - Volume 0 (ドラえもん ０巻?) nel quale sono presentate sei differenti versioni del primo incontro fra Nobita e il protagonista dell'opera. In totale sono state pubblicate 1.345 storie.
Come tributo al lavoro dell'autore, all'interno della Central Library di Takaoka, sua città natale, è stata allestita un'apposita sezione contenente l'intera raccolta di tutti i tankōbon di Doraemon insieme ad altre opere di Fujio.
Doraemon è stato tradotto in oltre quindici lingue.
- Nel mercato asiatico Doraemon è stato distribuito in Cina, Taiwan, Indonesia, Filippine e Vietnam[49]; per via della popolarità del personaggio, nella maggior parte dei casi la pubblicazione ufficiale è stata tuttavia seguita da numerose edizioni pirata[50].
- Essendo prevalentemente rivolto ai bambini di età prescolare, in Italia il manga ha ricevuto un'accoglienza tiepida, fatto che gli ha precluso quindi una pubblicazione integrale[51]: fra il 18 aprile e il 19 settembre 2005 sono stati pubblicati da Star Comics nella collana Ghost sei volumetti contenenti delle storie organizzate secondo temi specifici (amore, istruzione, immaginazione, amicizia, ironia, paura) e corredate dal commento di esperti del settore fumettistico; tale edizione è ormai fuori catalogo[52][53]. In occasione di una collaborazione tra Star Comics e Mondadori, il primo dei sei volumi è stato in seguito ristampato come edizione da collezione con copertina rigida e distribuito a partire dal 22 novembre 2016, con il titolo Io sono Doraemon[54]. Inoltre fra il 22 febbraio e il 26 luglio 2017 Star Comics ha edito, con cadenza mensile, Doraemon Color Edition[55][56], mentre il Volume 0 è stato pubblicato il 4 novembre 2020[57]. Sono stati complessivamente tradotti 243 racconti[58].
- In Europa la prima parziale traduzione dell'opera è avvenuta in Spagna tra il 1993 e il 1997 mediante Planeta DeAgostini[59][60]; in Francia il manga è pubblicato da Kana, secondo la suddivisione in tankōbon, a partire dal 2007[61].
- Per il mercato nordamericano e anglofono Shōgakukan ha pubblicato fra il 22 febbraio 2002 e il 25 febbraio 2005 Doraemon: Gadget Cat from the Future, un'edizione bilingue composta da una selezione di storie raccolte in dieci volumi[62][63]; a essa è seguita tra il 10 ottobre 2013 e il 18 agosto 2014 un'edizione dal medesimo titolo, suddivisa in sei volumi con storie selezionate secondo argomenti tematici[64][65]. A partire dal 2013, negli Stati Uniti l'opera è stata ulteriormente tradotta da AltJapan e distribuita da Amazon in formato kindle[66][67].

### Serie televisive anime

Logo giapponese di Doraemon.

La prima serie televisiva anime tratta da Doraemon venne prodotta nel 1973 da Nippon TV Dōga e trasmessa su Nippon Television dal 1º aprile al 30 settembre dello stesso anno, per un totale di 26 blocchi di trasmissione divisi in due brevi episodi, per un totale di 52; essa fu preceduta da un film pilota, intitolato Doraemon mirai kara yattekuru (ドラえもんが未来からやってくる? lett. "Doraemon viene dal futuro") e trasmesso a gennaio 1973, a cui non collaborò Jun Masami, produttore della serie.

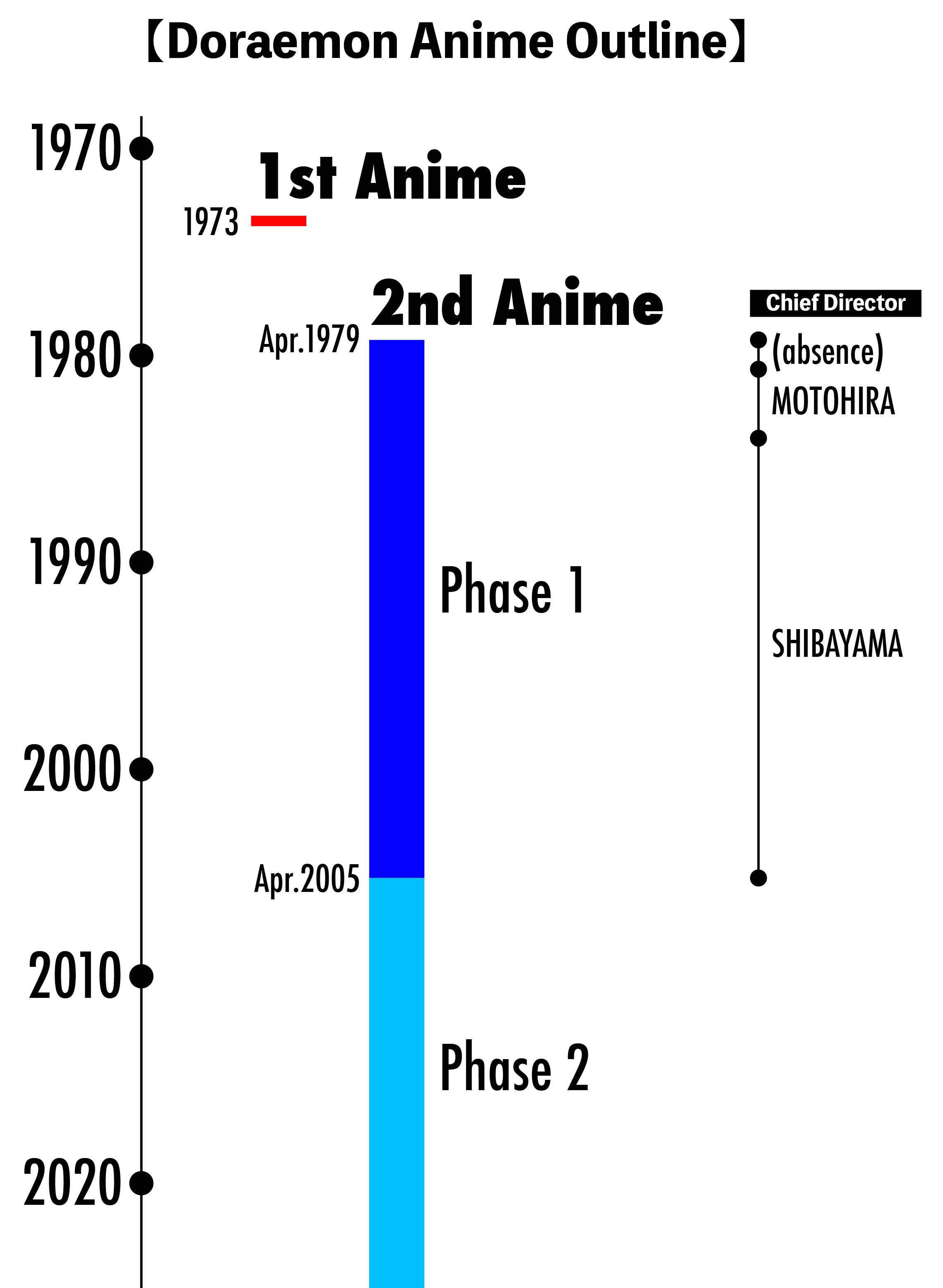
Periodizzazione dell'Anime

La regia fu affidata a Mitsuo Kaminashi, mentre il doppiaggio fu a cura della Aoni Production; il personaggio di Doraemon fu inizialmente doppiato da Kōsei Tomita e in seguito da Masako Nozawa. Nel periodo della conclusione della serie problemi finanziari portarono lo studio d'animazione alla bancarotta e i master originali dell'opera furono venduti o distrutti. Alcuni nastri furono gestiti ancora per sette anni da Nippon Television e replicati da diverse emittenti locali durante i cinque anni successivi fino al 1979, con l'ultima replica su Toyama Television interrotta nel 1979 quando Shōgakukan (produttrice di un nuovo adattamento di Doraemon) ne chiese ufficialmente l'interruzione, temendo che i bambini potessero confondersi. Nel 1995 alcuni episodi furono ritrovati negli archivi della società Studio Rush (poi IMAGICA) e nel 2003 ne furono recuperati altri dal produttore Jun Masami. Nel 2013 erano reperibili di certo 21 episodi su 52, due dei quali senza audio.
Una seconda serie anime tratta dal manga fu prodotta a partire dal 1979 da Shin-Ei Animation e trasmessa dal 2 aprile dello stesso anno al 18 marzo 2005 su TV Asahi. Per la realizzazione di tale serie fu impiegato uno staff completamente diverso, anche a causa del fatto che Fujiko F. Fujio non aveva affatto apprezzato il precedente adattamento; la regia dell'opera venne affidata a Tsutomu Shibayama, la direzione delle animazioni e il character design a Eiichi Nakamura, e le musiche a Shunsuke Kikuchi.
Il doppiaggio del personaggio di Nobita venne effettuato da Noriko Ohara, mentre quello di Doraemon da Nobuyo Ōyama; per questo la serie viene anche definita edizione Ōyama. In totale sono stati prodotti 1.709 episodi legati alla serie, distribuiti da Toho sia in VHS sia in DVD.
Lo studio d'animazione Shin-Ei Animation ha curato anche lo sviluppo di una terza serie anime tratta da Doraemon, la cui produzione, iniziata il 15 aprile 2005, è ancora in corso. I personaggi della serie, trasmessa su TV Asahi, hanno subito un completo recasting vocale: Doraemon è doppiato da Wasabi Mizuta, mentre Megumi Ōhara presta la voce al personaggio di Nobita. La serie è distribuita in DVD a partire dal 10 febbraio 2006, sotto l'etichetta Shōgakukan Video; nell'edizione in DVD questa nuova serie è identificata con il titolo New TV-han Doraemon (NEW TV版 ドラえもん? lett. "Doraemon - Nuova versione televisiva").
Doraemon è stato trasmesso in oltre sessanta paesi.
- Asia:
  - In Thailandia va in onda su Channel 9 dal 1982[94].
  - In Cina è stato importato nel 1989 da Guandong TV e in seguito ritrasmesso da CCTV-2 nel 1991[95].
  - Nelle Filippine su GMA Network dal 1999[96].
  - Dal 2005 l'anime è trasmesso in India da Hungama TV[97].
  - Dal 2010 è mandato in onda in Vietnam da HTV3[98].
  - Fra gli altri paesi asiatici che hanno trasmesso Doraemon sono presenti Hong Kong, Singapore, Taiwan, Malaysia, Indonesia e Corea del Sud[99].
- Europa:
  - In Spagna l'anime è stato diffuso nel 1993 da TVE-2 e in un secondo tempo da Boing a partire dal 2011[100][101].
  - L'opera è stata distribuita anche in Portogallo.
  - In Francia Doraemon è stato inizialmente mandato in onda su M6 il 5 aprile 2003, ma la trasmissione fu rapidamente interrotta a causa dei bassi ascolti; la serie è stata poi riproposta su Boing, a partire dal 14 aprile 2014[102].
  - Nello stesso 2014 Disney ha distribuito l'anime in Polonia e in Turchia[103][104].
- America:
  - Negli Stati Uniti la serie è arrivata nel 2014 importata dalla Disney[105]. In quest'ultimo caso la serie è stata trasmessa con il titolo Doraemon: Gadget Cat from the Future e ha subito pesanti modifiche: sono stati infatti variati i nomi dei personaggi e rimossi del tutto i riferimenti alla cultura nipponica[106].
  - Numerosi paesi dell'America Latina, tra cui Brasile, Colombia e Cile[107][108][109].

#### Edizione italiana
In Italia i diritti per la pubblicazione della seconda serie anime sono stati acquistati da ITB - Italian TV Broadcasting per conto della Rai, che ha trasmesso 306 episodi su Rai 2 tra il 25 ottobre 1982 e il 10 marzo 1983, all'interno del programma televisivo per ragazzi Tandem; in seguito la serie è stata replicata da numerose televisioni locali. Il doppiaggio dell'opera è stato affidato a CRC - Cooperativa Rinascita Cinematografica sotto la direzione di Giovanni Brusatori; il personaggio di Doraemon è stato doppiato da Liù Bosisio, mentre quello di Nobita ha avuto inizialmente la voce di Massimo Corizza e, successivamente, quella di Marco Joannucci. Brusatori ha curato anche i dialoghi italiani dell'opera, caratterizzati dall'italianizzazione dei nomi dei personaggi: Nobita Nobi è stato infatti chiamato Guglielmo "Guglia" Guglielminetti, mentre Shizuka, Gian e Suneo hanno rispettivamente assunto i nomi di Susy, Giangi e Zippo.
I diritti televisivi sono stati in seguito acquisiti da Mediaset, che ha trasmesso Doraemon dal 3 marzo 2003 al 30 gennaio 2013 su Italia 1; ulteriori episodi inediti della serie sono stati trasmessi su Boing e, nel corso del 2010, sul canale a pagamento Hiro, per un totale di 992 episodi (mentre i restanti episodi sono rimasti inediti). Il doppiaggio è stato effettuato a Milano da Merak Film, sotto la direzione di Paolo Torrisi e Sergio Romanò, che hanno assegnato la voce di Doraemon a Pietro Ubaldi e quella di Nobita a Davide Garbolino.
Nel 2007 i primi 104 episodi sono stati raccolti in 17 DVD da Hobby & Work con il titolo Doraemon - Gli episodi visti in TV; tale edizione, che non presenta alcun contenuto speciale, è ormai fuori commercio.
Il doppiaggio della terza serie anime di Doraemon è stato affidato a Merak Film e ha confermato le precedenti voci italiane; la direzione è a cura di Sergio Romanò e Caterina Rochira, a cui sono subentrati Davide Garbolino, Luca Bottale e Graziano Galoforo. Dal 2017 il doppiaggio dell'opera è effettuato a Roma presso La BiBi.it, con la collaborazione dell'azienda milanese Quality Dubbing; anche in questo caso è stato mantenuto il medesimo cast vocale. La prima televisiva è avvenuta il 3 marzo 2014 su Boing, canale sul quale l'opera è tuttora trasmessa.

### Film

Logo italiano di Doraemon - Il film.

Da Doraemon sono stati tratti 46 lungometraggi animati, prodotti da TV Asahi, animati da Shin-Ei Animation e distribuiti da Tōhō con cadenza annuale a partire dal 1980. Le prime venticinque pellicole fanno riferimento alla serie anime del 1979, mentre le rimanenti sono basate sulla successiva serie del 2005. Le pellicole legate alla serie del 1979 furono quasi totalmente dirette da Tsutomu Shibayama e sceneggiate da Fujiko F. Fujio stesso fino al 1996; dopo la morte dell'autore, la sceneggiatura delle restanti pellicole fu a cura di Nobuaki Kishima.
Le trame dei film sono più complesse rispetto alle storie del manga o delle serie animate e l'azione è basata prevalentemente su elementi avventurosi. Le pellicole trattano temi basati sul folclore giapponese o ispirati a opere letterarie, oppure affrontano soggetti legati all'ambiente, la storia e la tecnologia.
L'8 agosto 2014 è stato distribuito in Giappone Doraemon - Il film, pellicola in CGI che ripercorre il rapporto fra Doraemon e Nobita, basandosi su cinque dei capitoli più celebri del manga: Dalla terra del lontano futuro, tradotto anche come Doraemon venuto dal futuro (未来の国からはるばると?, Mirai no kuni kara harubaruto), Il romanzo della montagna innevata (雪山のロマンス?, Yukiyama no romansu), La vigilia delle nozze di Nobita (のび太の結婚前夜?, Nobita no kekkon zen'ya), Addio, Doraemon! (さよなら, ドラえもん!?, Sayonara, Doraemon!) e Il ritorno di Doraemon (帰ってきたドラえもん?, Kaette kita doraemon); a causa di ciò il film è stato descritto come "la prima e ultima storia di Doraemon". La realizzazione della pellicola, interamente in animazione digitale, fu affidata a Takashi Yamazaki e Ryūichi Yagi e richiese oltre un anno per la modellazione tridimensionale dei personaggi; l'incasso complessivo di oltre 183 milioni di dollari ha reso tale lungometraggio il più redditizio dell'intero franchise di Doraemon.

### Cortometraggi, OAV e crossover
Sono stati prodotti numerosi cortometraggi basati su Doraemon, distribuiti dal 1989 al 2004 in abbinamento alle pellicole cinematografiche del franchise. La trasposizione in forma animata ha riguardato alcune delle storie più celebri e rappresentative dell'opera, fra cui:
- 2112-nen Doraemon tanjō, incentrato sugli avvenimenti accaduti a Doraemon prima del suo incontro con Nobita[132];
- Doraemon: Nobita no kekkon zen'ya, in cui sono narrati gli eventi riguardanti il matrimonio tra Nobita e Shizuka[133];
- Doraemon: Boku no umareta hi e Doraemon: Obā-chan no omoide in cui sono rispettivamente approfonditi i rapporti di Nobita con la famiglia e con la nonna, alla quale era particolarmente legato[134][135].

Ulteriori cortometraggi sono incentrati sul personaggio di Dorami e sui Doraemons.
Nel 1981 è stato distribuito da Tōhō il mediometraggio Doraemon: Boku, Momotarō no nan'na no sa, incentrato sulla leggenda folcloristica giapponese di Momotarō.
Nel 1994 è stato prodotto un OAV con finalità educative, Doraemon: Nobita to Mirai Note, nel quale i protagonisti dell'opera esprimono dei desideri per rendere migliore il pianeta Terra.
Il 9 novembre 2018 è stato trasmesso su TV Asahi un episodio crossover con la serie poliziesca AIBOU (相棒? lett. "Colleghi"), nel quale hanno preso parte anche gli attori Yutaka Mizutani e Takashi Sorimachi, prestando la voce ai personaggi da loro interpretati.

### Spin-off
Un manga tratto dall'opera, The Doraemons, scritto e disegnato da Michiaki Tanaka, è stato pubblicato da Shōgakukan tra il 1º dicembre 1994 e il 1º maggio 2000. Tra il 1º maggio 1995 e il 1º novembre 2000 la medesima casa editrice ha pubblicato The Doraemons Special (ザ☆ドラえもんズ スペシャル?, The ☆ Doraemonzu Special), manga concepito da Michiaki Tanaka e Masaru Miyazaki come spin-off del precedente lavoro. Le due opere sono state complessivamente distribuite in 21 tankōbon.
Un secondo manga tratto da Doraemon, dal titolo Dorabase, è stato distribuito da Shōgakukan tra il 15 agosto 2000 e il 15 settembre 2011 sul mensile CoroCoro Comic e in seguito raccolto in 23 tankōbon. Scritto e disegnato da Shintaro Mugiwara, il fumetto ha come protagonista il gatto-robot Kuroemon (クロえもん?) ed è incentrato sul gioco del baseball.
Nel settembre 2014 la casa editrice Nihonbungeisha ha pubblicato sulla rivista Comic Heaven il manga Nozoemon (のぞえもん?), ideato da Hikari Fujisaki e consistente in una parodia erotica lolicon di Doraemon e dei suoi personaggi; il contenuto del fumetto è stato in seguito giudicato inappropriato e in contrasto con l'opera che vorrebbe parodiare; a causa di un reclamo proveniente da Asatsu-DK, l'unico tankōbon pubblicato fu ritirato dal commercio.

### Giochi e videogiochi
Dalla serie sono stati tratti numerosi videogiochi di vari generi e per diverse console, nessuno dei quali, almeno prima della recente uscita di Doraemon: Story of Seasons, è mai stato localizzato al di fuori del Giappone.
Un primo videogioco ispirato alla serie, Dora-chan (ドラちゃん?), è stato pubblicato da Craul Denshi nel 1980 e ritirato nello stesso anno dal commercio, a causa di una violazione di copyright commessa dall'azienda produttrice.
- Nel 1983 i diritti sono stati acquistati da Bandai, che ha prodotto Dokodemo dorayaki Doraemon (どこでも ドラヤキ ドラえもん?), gioco arcade ispirato a Pac-Man[147];
- un ulteriore gioco per piattaforme NES, Doraemon, è stato sviluppato da Hudson Soft e, con oltre 1 150 000 cartucce vendute, è divenuto il decimo videogioco più acquistato in Giappone nel 1986[148][149];
- nel 2007 SEGA ha pubblicato Doraemon Wii - Himitsu dōgu-ō kettei-sen, primo videogioco del franchise a essere distribuito tramite console Wii[150].
- Nel 2021 Hajime Tabata ha realizzato Pegasus Dream Tour, il gioco ufficiale delle Paralimpiadi di Tokyo, nel quale Doraemon è il sindaco di una città in cui è possibile incontrare personaggi reali come il due volte campione olimpico di pattinaggio Yuzuru Hanyū e scoprire gli sport paralimpici.[151]

I personaggi di Doraemon appaiono anche nella serie di videogiochi musicali Taiko no Tatsujin, sviluppata da Namco a partire dal 2001.
Sono stati prodotti molteplici giochi di carte ispirati a Doraemon, distribuiti in corrispondenza dell'uscita delle pellicole cinematografiche o durante particolari ricorrenze riguardanti il franchise. Nel 2016 una collaborazione tra Asatsu-DK e Mattel ha permesso la creazione di un'edizione tematica di UNO ispirata al personaggio; tale versione è stata distribuita unicamente in Giappone.

### Colonna sonora
La colonna sonora della serie anime del 1973 è stata composta da Nobuyoshi Koshibe; sono state da lui arrangiate anche la sigla di apertura, Boku no Doraemon (ぼくのドラえもん? "Io, Doraemon") e quella di chiusura, Doraemon runba (ドラえもんルンバ? "La rumba di Doraemon"), entrambe cantate da Harumi Naitō.
Per la successiva serie anime del 1979 i produttori si sono invece rivolti a un altro compositore, Shunsuke Kikuchi: la sua colonna sonora è diventata celeberrima ed è quella maggioramente connessa a Doraemon nell'immaginario collettivo. Kikuchi ha inoltre composto e arrangiato, su testi di Takumi Kusube e Susumu Baba, anche la sigla per la serie e per i film a essa correlati, ovvero Doraemon no uta (ドラえもんのうた? "La canzone di Doraemon"); tale brano ha raggiunto uno status iconico fra le anisong ed è stato eseguito nel corso della serie da diversi artisti, tra cui Kumiko Ōsugi e Satoko Yamano.
In occasione del reboot della serie anime, avvenuto nel 2005, la composizione delle musiche è stata affidata a Kan Sawada. Le sigle iniziali utilizzate nel corso della trasmissione sono state tre: una versione strumentale di Doraemon no uta, eseguita dal gruppo musicale cinese Twelve Girls Band; Hagu shichao (ハグしちゃお? lett. "Abbracciamoci!"), cantata da Rimi Natsukawa; e Yume o kanaete Doraemon (夢をかなえてドラえもん? lett. "Realizza i miei sogni, Doraemon"), eseguita da Mao e trasmessa a partire dal 2007.
Sono state commercializzate numerose raccolte delle sigle di apertura e chiusura delle serie animate e delle pellicole cinematografiche a esse correlate. Una selezione di brani provenienti dai film riguardanti l'anime del 1979 è stata pubblicata da Nippon Columbia il 22 settembre 2004 nell'album Eiga Doraemon 25 shūnen - Doraemon eiga shudaika hen (映画ドラえもん25周年 ドラえもん映画主題歌篇?, Eiga Doraemon ni-jū-go shūnen Doraemon eiga shudaika hen, "Venticinquesimo anniversario dei film di Doraemon - Raccolta delle colonne sonore dei film di Doraemon"); una riedizione di tale opera, comprendente anche alcuni brani provenienti dalle pellicole successive al 2005, è stata pubblicata il 1º aprile 2015 con titolo Eiga Doraemon shudaika taizenshū (映画ドラえもん主題歌大全集? lett. "Raccolta completa delle sigle dei film di Doraemon"). Le sigle appartenenti alla serie del 1979 e a quella del 2005 sono state invece raccolte dalla medesima casa discografica il 25 dicembre 2009 nell'album Terebi anime 30 shūnen kinen - Doraemon terebi shudaika taizenshū (テレビアニメ30周年記念 ドラえもんテレビ主題歌大全集?, Terebi anime san-jū shūnen kinen - Doraemon terebi shudaika taizenshū, lett. "Celebrazione del trentesimo anniversario dell'anime televisivo - Raccolta completa delle colonne sonore televisive di Doraemon"), e in seguito il 22 giugno 2011 nella raccolta Doraemon Twin Best. Un singolo dal titolo Yume o kanaete Doraemon, comprendente solo la sigla iniziale e quella finale della serie anime del 2005, è stato pubblicato da Nippon Columbia il 4 luglio 2007.
In Italia gli episodi e le pellicole cinematografiche acquistati da ITB - Italian TV Broadcasting e trasmessi dalla Rai e dalle tv locali hanno avuto come sigla iniziale Il gatto Doraemon, brano scritto da Cesare De Natale su musica e arrangiamento di Guido de Angelis e Maurizio De Angelis e cantata dagli Oliver Onions, gruppo musicale formato da questi ultimi. La sigla finale di tali episodi, dal titolo La canzone di Doraemon, consiste invece in un riadattamento della ending giapponese Boku Doraemon, scritta da Fujiko F. Fujio e arrangiata da Shunsuke Kikuchi; la versione italiana è stata curata da Franco Migliacci ed eseguita dal coro I nostri figli, diretto da Nora Orlandi. I due brani sono stati rispettivamente compresi negli album TiVulandia successi n. 3 e TiVulandia successi n. 4, entrambi pubblicati nel 1982 sotto etichetta RCA.
A partire dal 2003 gli episodi e le pellicole trasmesse da Mediaset sono accompagnati da un'unica sigla, usata sia per l'apertura sia per la chiusura, dal titolo Doraemon; La sigla, scritta da Alessandra Valeri Manera e composta da Max Longhi e Giorgio Vanni, è cantata da Cristina D'Avena. La sigla è stata pubblicata nell'album Cristina D'Avena e i tuoi amici in TV 16 sotto l'etichetta RTI Music.

### Musical
Dall'opera è stato tratto un musical, intitolato Butaiban Doraemon: Nobita to animal wakusei (舞台版ドラえもん のび太とアニマル惑星? "Doraemon - Il musical: Nobita e il pianeta degli animali") e basato sulla pellicola omonima del 1990. Il musical ha debuttato al Tokyo Metropolitan Theatre il 4 settembre 2008 ed è stato replicato fino al 14 settembre dello stesso anno; la sceneggiatura e la direzione sono state a cura di Shoji Kokami. Il personaggio di Nobita è stato interpretato da Makoto Sakamoto, mentre Reiko Suho ha interpretato quello di Shizuka; i ruoli di Gian e Suneo sono stati rispettivamente assegnati a Tomohiro Waki e a Kensaku Kobayashi. Doraemon ha avuto la voce della sua abituale doppiatrice, Wasabi Mizuta. Il musical è stato poi riproposto al Sunshine Theatre di Tokyo tra il 26 marzo e il 2 aprile 2017; nello stesso mese il musical è stato replicato in altre prefetture nipponiche, tra cui Fukuoka, Osaka, Miyagi e Aichi. La sceneggiatura e la direzione dell'opera sono state nuovamente affidate a Shoji Kokami. I ruoli di Nobita e Shizuka sono stati rispettivamente interpretati da Yuuchi Ogoe e Hina Higuchi, mentre quelli di Gian e Suneo da Koki Azuma e Shō Jinnai; la doppiatrice Wasabi Mizuta ha nuovamente prestato la voce al personaggio di Doraemon.

## Accoglienza

Foglio di francobolli dedicato a Doraemon emesso dalle poste giapponesi nel 2013.

Doraemon è considerato uno dei manga più popolari di tutti i tempi e un vero e proprio simbolo nazionale giapponese. In patria la forte esposizione mediatica della serie l'ha resa parte della vita quotidiana dell'intera generazione del dopoguerra. A causa della sua longevità, inoltre, essa continuò ad attirare i favori di nuove generazioni di bambini, figli degli adulti che erano cresciuti con le stesse storie. Questo successo si riflette negli incassi della serie: nel 1996, al termine dell'uscita in tankōbon, essa aveva raggiunto in Giappone i 108 milioni di copie vendute, assestandosi in seguito intorno ai due milioni di copie aggiuntive vendute ogni anno.
Analogamente al manga, anche le serie animate hanno ottenuto un'accoglienza favorevole; in particolare, gli anime del 1979 e del 2005 si collocano costantemente nelle classifiche delle serie più seguite dal pubblico nipponico. Particolarmente apprezzato fu lo stile usato per il disegno dei personaggi, capace di suscitare un sentimento di tenerezza nel pubblico; ciò ha contribuito in maniera fondamentale alla diffusione e all'affermazione dei personaggi kawaii nella cultura di massa giapponese. Le pellicole cinematografiche legate all'opera hanno invece raggiunto nel 2013 i 100 milioni di biglietti venduti, diventando così il maggior franchise cinematografico giapponese in termini di pubblico; tale primato era precedentemente detenuto da Godzilla.
L'opera ha goduto di un enorme successo anche in altri Paesi asiatici, tanto da essere citata come uno dei casi più emblematici di soft power giapponese. Preceduti e spesso affiancati da pubblicazioni pirata, svariati editori e distributori hanno importato la serie in Cina, Indonesia, Taiwan, Thailandia e altre nazioni della regione del sud-est asiatico. Nel solo Vietnam sono state stampate cinquanta milioni di copie, una popolarità che ha rappresentato un unicum nel mercato fumettistico vietnamita.
Nonostante l'opera sia stata esportata anche in Occidente, la sua popolarità è rimasta limitata, e circoscritta principalmente alle serie anime; ciò è dovuto sia all'opinione dominante, che percepisce la serie come un prodotto rivolto esclusivamente all'infanzia e alla giovane età, sia alle norme occidentali, più rigide sull'editoria e sulla programmazione televisiva. Nel 2012 si stimò una circolazione globale di 170 milioni di copie.

### Popolarità e riconoscimenti
Il manga ha ottenuto numerosi premi e riconoscimenti. L'opera è stata due volte insignita del Japan Cartoonists Association Award, ricevendo il premio d'eccellenza nel 1973 e il premio del Ministero dell'educazione, cultura, sport, scienza e tecnologia nel 1994. Nel 1981 Doraemon ha ricevuto il Premio Shōgakukan per i manga nella categoria kodomo (fumetti per bambini), mentre nel 1997 ha ottenuto il "gran premio" al Premio culturale Osamu Tezuka.
Secondo un'indagine del 2006, effettuata in occasione del decimo anniversario del Japan Media Arts Festival su un campione di 80 000 persone, il manga è presente alla quinta posizione tra i più amati dai giapponesi. In un sondaggio online effettuato nel 2005 da TV Asahi e relativo alle serie animate più apprezzate di sempre dal pubblico giapponese, Doraemon si è collocato al quinto posto; nella classifica dell'anno successivo, basata sui pareri di cento celebrità giapponesi, l'anime ha invece occupato la terza posizione. Nel sondaggio Manga Sōsenkyo 2021 indetto da TV Asahi, 150 000 persone hanno votato la loro top 100 delle serie manga e Doraemon si è classificata al 15º posto.
Un'indagine effettuata nel 2010 dalla Tokyo Polytechnic University ha eletto l'anime di Doraemon (a pari merito con il franchise di Dragon Ball) come il prodotto più adatto a esprimere il concetto di Cool Japan nel mondo; similmente, in un sondaggio del 2013 riguardante gli anime più esportabili fuori dal territorio nipponico, Doraemon ha raggiunto la prima posizione, ottenendo il 42,6% delle preferenze. In un sondaggio tenutosi nel 1993, numerosi impiegati giapponesi affermarono di desiderare una dokodemo porta per evitare il viaggio verso il proprio posto di lavoro durante le ore di punta; è stato inoltre dimostrato che alcuni chiusky, quali il copter, sono familiari alla quasi totalità della popolazione giapponese.
Sul sito My Anime List il manga ha una valutazione media di 8,47 con oltre 3 200 votanti; le tre serie animate hanno rispettivamente una media di 7,45 (basata su oltre 5 400 voti), 7,73 (basata su oltre 7 800 voti) e 7,56 (basata su oltre 1 900 voti).

### Critica
Doraemon è stato accolto in maniera positiva dalla critica. Fra gli elementi più apprezzati figurano in particolare l'ottimismo che pervade l'opera e la forte presenza di elementi fantastici e fantascientifici che tendono a rappresentare un mondo in cui l'uomo e la tecnologia possono convivere in equilibrio. A tal proposito, il critico Mark Schilling ha affermato: «Per i ragazzi che hanno vite spesso estremamente monotone, Doraemon rappresenta un soffio di libertà e lo specchio di un mondo più divertente e amichevole dove tutti i sogni, anche quelli più sciocchi, possono diventare realtà». Tale aspetto è stato sottolineato anche dallo scrittore Tetsu Yano, per il quale in un volume «l'ultima pagina è solo il punto di partenza per nuove fantasie, e il cuore di chi legge questi racconti rimane infatti aperto ai sogni di un mondo futuro fantastico».
Di opinione differente lo scrittore Massimo Nicora, secondo il quale Doraemon «può essere interpretato come una sorta di pamphlet che critica, con ironia, l'onnipotenza della scienza che pretende di risolvere ogni problema con i suoi strumenti», alludendo al fatto che i chiusky di Doraemon finiscono spesso per creare più danni che altro. Nicora ha però convenuto che l'opera rappresenta «la metafora dell'immaginazione infantile, che riesce sempre a trovare le soluzioni più strampalate e originali, in un gioco continuo di trasformazione della realtà». A detta del Moige, «il pigrissimo Nobita non conosce alcun tipo di evoluzione apprezzabile», anche se sono comunque presenti vari spunti positivi, tra cui «la critica al bullismo, la bontà che traspare dal piccolo Nobita e la figura positiva di Shizuka».

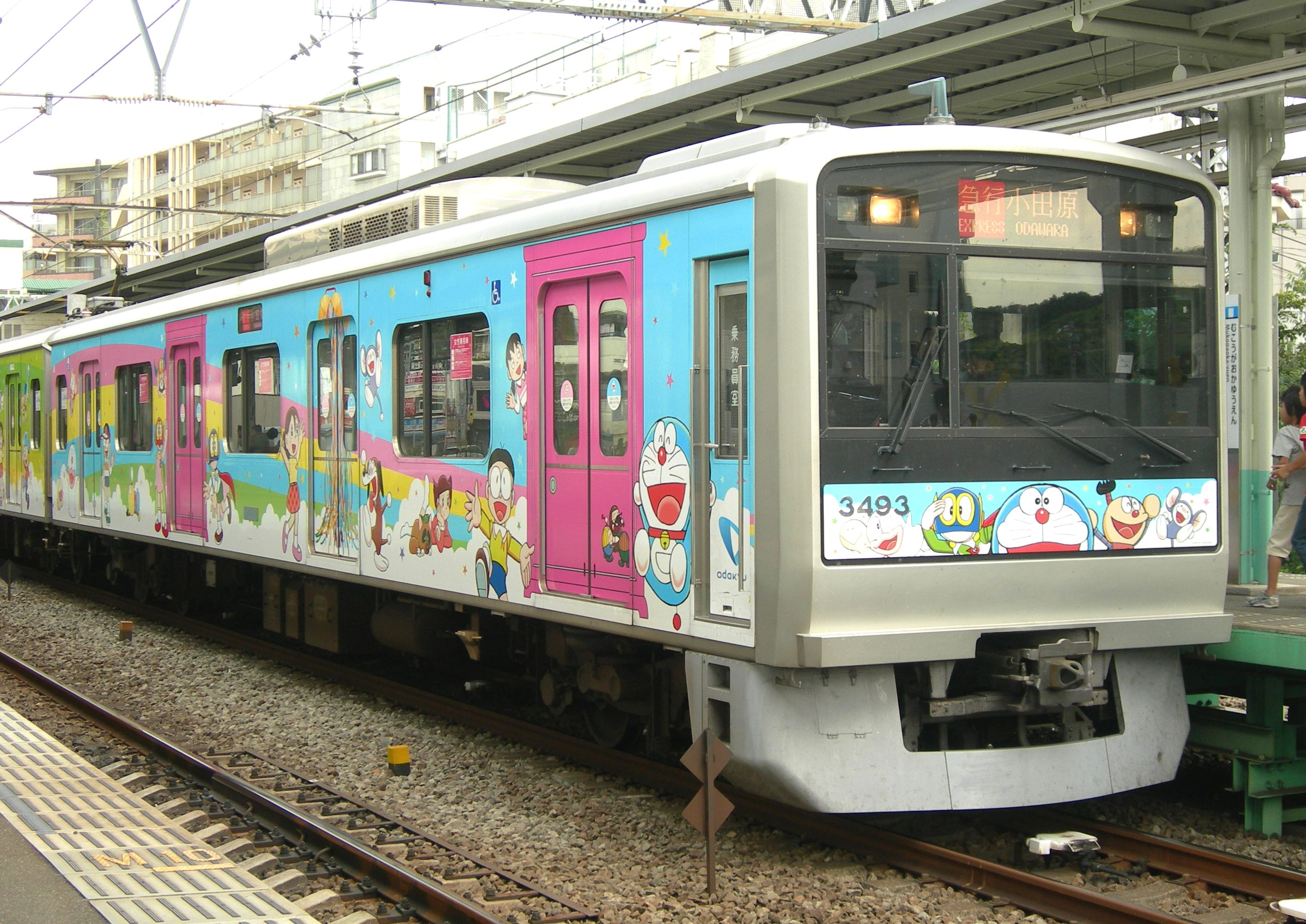
Treno ispirato a Doraemon alla Stazione di Mukōgaoka-Yūen.

Parallelamente all'aspetto fantastico è stata apprezzata anche la scelta delle tematiche trattate all'interno dell'opera: esse sono, secondo il critico e scrittore Soeda Yioshiya, «la filosofia della coesistenza delle specie viventi e la critica alla civiltà dissennata, che si sublima in ultimo in una dichiarazione di fede nella stessa umanità». Un ulteriore apprezzamento proviene dalla scrittrice Banana Yoshimoto, la quale definisce l'opera «una storia piena d'amore verso la vita», grazie alla quale il lettore adulto «scoprirà nel presente tutti i tesori che giacciono sepolti nel quotidiano». Grazie alla fusione dei due elementi, secondo il saggista Mio Bryce, «la storia riesce a creare un ambiente stabile e rilassante, ben bilanciato tra la realtà della vita quotidiana e i fattori fantastici, rappresentati dalla rassicurante presenza di Doraemon e della sua tasca». Dello stesso parere anche Emily Ashby, recensore di Common Sense Media, la quale assegna a Doraemon una valutazione estremamente positiva, definendola «una serie divertente e avventurosa con messaggi adatti ai bambini».
Secondo il saggista Leo Ching, il motivo del successo di Doraemon deve essere ricercato nei valori condivisi che ha rappresentato, come l'immaginazione o la responsabilità, capaci di «unire un continente»; invece, secondo l'analisi di Anne Allison, docente di antropologia culturale alla Duke University, il punto di forza dell'opera non è la varietà dei chiusky, bensì il rapporto d'amicizia creatosi tra Doraemon e Nobita, particolarmente apprezzato dai lettori. Lo scrittore e giornalista Jason Thompson ritiene che Doraemon sia «un insieme di buffe situazioni sottosopra, rese ancora più divertenti dallo stile, semplice e di vecchio stampo», assegnando all'opera quattro stelle, il massimo della valutazione. L'aspetto ironico del manga è stato evidenziato anche dal rakugoka Dannosuke Tatekawa, secondo il quale «la verve comica del manga appartiene al genere delle gag tenere e commoventi, le quali sembrano "volare basso", ma sono semplicemente "trattenute" dall'autore»; Tatekawa considera inoltre l'opera estremamente attuale e interessante, rendendo Doraemon «sempre moderno e mai superato» e perciò capace di ottenere la stessa popolarità anche con il passare del tempo e delle generazioni. Similmente, in occasione del cinquantenario dalla nascita dell'opera, la redazione del quotidiano Asahi Shinbun ha affermato: «possiamo tranquillamente dire che Doraemon è ormai diventato un classico della nostra epoca, un'opera dalla quale possiamo ricavare messaggi tanto profondi quanto variegati».

### Controversie
Nel febbraio del 2013 Doraemon è stato bandito dal Bangladesh, poiché doppiato in lingua hindi e non in bengalese; secondo l'opinione del governo, ciò sarebbe risultato diseducativo nei confronti degli spettatori più piccoli, non essendo essi incentivati a imparare la loro lingua nativa. Nell'ottobre 2014 in Cina l'opera è stata accusata dal quotidiano Chengdu Daily di rappresentare il soft power giapponese e di essere un mezzo sovversivo per controllare le menti del popolo cinese. Un ulteriore bando dell'anime è stato richiesto nell'ottobre 2016 in India e Pakistan; secondo alcuni politici e attivisti, Doraemon avrebbe veicolato messaggi moralmente errati e incitato al disimpegno nel raggiungimento degli obiettivi, risultando di conseguenza offensivo nei confronti del pubblico.

## Impatto culturale

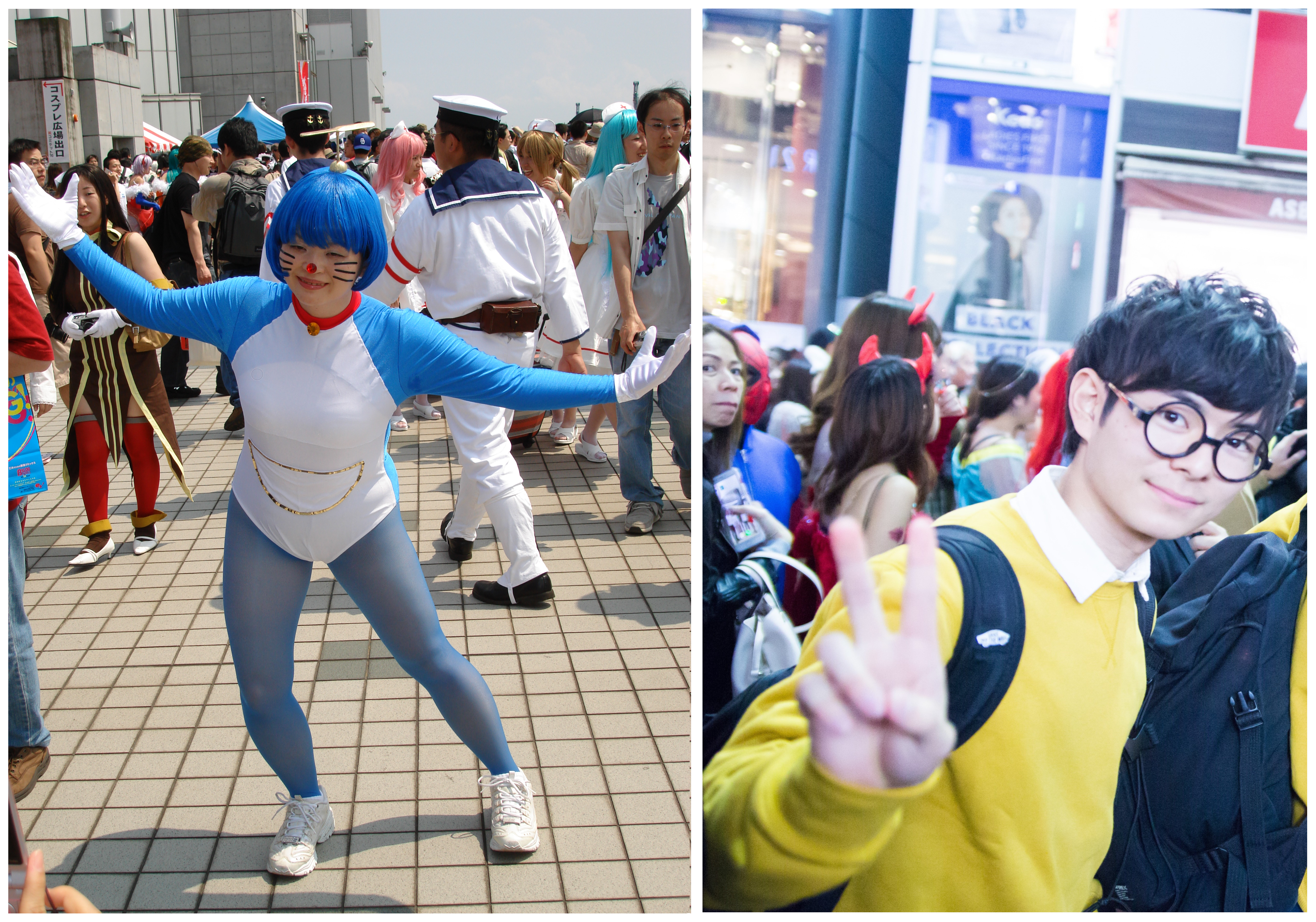
Cosplayer di Doraemon e Nobita.

Il manga e gli anime di Doraemon sono ritenuti tra i più influenti nella storia del fumetto e dell'animazione giapponese. Essi hanno ispirato numerosi mangaka, fra cui Eiichirō Oda, creatore di One Piece, il quale ne ha tratto lo spunto per l'idea dei frutti del diavolo. Masashi Kishimoto (Naruto) ha affermato di essersi impratichito nel disegno rappresentando numerose volte il personaggio di Doraemon, mentre Rumiko Takahashi (Lamù, Ranma ½) ha dichiarato di essere stata profondamente influenzata dal manga, facendone comparire i personaggi all'interno delle sue opere mediante brevi cameo. Hideaki Sorachi e Tōru Fujisawa, rispettivamente creatori di Gintama e Great Teacher Onizuka, lo hanno più volte citato nelle proprie serie. Il termine "Doraemon" è inoltre diventato, limitatamente all'ambito giapponese, un sostantivo diffuso per esprimere qualcosa che ha la capacità di soddisfare vari desideri.
In Giappone, la serie e il suo personaggio principale sono divenuti una vera e propria icona culturale. Doraemon in particolare è stato definito il personaggio più amato nella storia dei manga e diversi critici hanno paragonato la sua popolarità a quella riservata a Topolino o Snoopy in Occidente. Il 22 aprile 2002, la rivista Time Asia lo ha annoverato tra le ventidue più importanti personalità asiatiche, definendolo «l'eroe più tenero del continente»; nel 2005 l'artista Takashi Murakami lo ha inserito nella mostra Little Boy: The Arts of Japan's Exploding Subculture, assieme ad altre icone della subcultura pop giapponese otaku. Il 19 marzo 2008, in una cerimonia ufficiale il ministro degli esteri giapponese Masahiko Kōmura l'ha nominato "ambasciatore degli anime nel mondo", con lo scopo di promuovere la cultura e l'industria dell'animazione giapponese. Il personaggio è inoltre apparso il 21 agosto 2016 a fianco del primo ministro giapponese Shinzō Abe nella cerimonia di chiusura dei Giochi Olimpici di Rio de Janeiro, con lo scopo di annunciare le Olimpiadi di Tokyo del 2020.

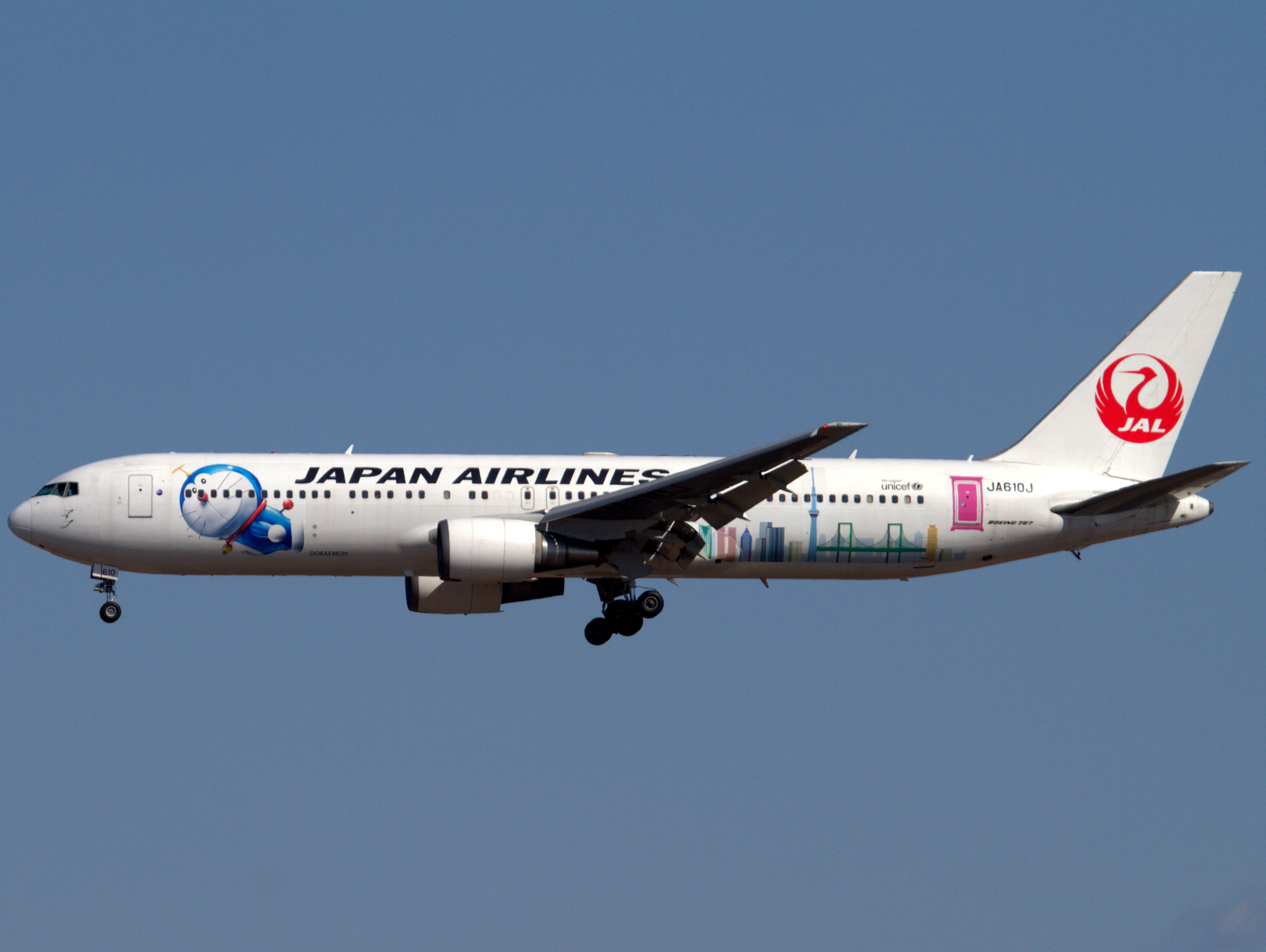
Aereo della Japan Airlines dedicato a Doraemon.

Il marchio dell'opera è stato utilizzato da TV Asahi come promotore di iniziative benefiche, tramite il Fondo di beneficenza Doraemon (テレビ朝日ドラえもん募金?, Terebi Asahi Doraemon bokin); le raccolte sono state organizzate prevalentemente in seguito ai diversi terremoti che hanno colpito il paese. Nel 2013, in segno di solidarietà, il gruppo Ferrovie Odakyū ha donato alle prefetture di Kanagawa e Tokyo cento statue rappresentanti il protagonista della serie; nel 2014 Shōgakukan ha inoltre pubblicato una guida illustrata con i personaggi del manga sui comportamenti da tenere in caso di sisma.
Il 15 luglio 2011, in occasione dei lavori di rifacimento dell'Aeroporto di Shin-Chitose, è stata inaugurata un'intera ala dedicata al personaggio di Doraemon, mentre il 3 settembre 2011 è stato aperto al pubblico nella città di Kawasaki il Museo Fujiko F. Fujio (藤子・F・不二雄 博物館?, Fujiko F. Fujio hakubutsukan), incentrato sull'autore e sulla creazione del manga originale. Nel medesimo luogo il 3 settembre 2012 si è svolta una cerimonia in occasione del pre-centenario della nascita di Doraemon, avvenuta il 3 settembre 2112, in cui il personaggio ha ricevuto la cittadinanza onoraria della città; per festeggiare la ricorrenza è stata allestita a Hong Kong, fra il 14 agosto e il 16 settembre 2012, la mostra 100 Years Before the Birth of Doraemon, allestita con alcune statue rappresentanti i personaggi e le ambientazioni più celebri della serie. Fra il 1º marzo 2016 e il 31 agosto 2018 è stato disponibile a Takaoka il Doraemon Tram, veicolo decorato esclusivamente con i personaggi dell'opera; fra l'ottobre 2016 e il marzo 2017, in seguito a una collaborazione tra Shōgakukan e Japan Airlines, la tratta aerea tra Tokyo e Shanghai è stata gestita da un Doraemon Jet. Nel 2020 il Museo Nazionale di Singapore ha ospitato una mostra temporanea intitolata "Doraemon's Time-Travelling Adventures In Singapore", un tributo al manga e all'anime trasmesso nel paese dagli anni '80.

## Merchandising

Copertina del primo volume di Doraemon Magazine.

In Giappone i diritti per la gestione del merchandising di Doraemon appartengono a Shōgakukan-Shueisha Productions, la quale ha prodotto diversi articoli e distribuito una vasta gamma di prodotti con il suo marchio, come materiale scolastico, portachiavi, action figure, gashapon, dolciumi, scarpe e indumenti.
Numerose aziende hanno collaborato per la creazione e la distribuzione di una gamma di prodotti sulla serie e sul personaggio, come Sanrio, Reebok, Converse, Moleskine ed ESP, che ha creato una serie di chitarre decorate con i personaggi del manga; un'ulteriore partnership con Uniqlo ha portato alla nascita di una linea di capi d'abbigliamento firmata da Takashi Murakami.
Il servizio postale giapponese ha inoltre distribuito varie serie di francobolli illustrati con i personaggi dell'opera, tra le quali una ispirata alla dokodemo porta. In Cina, una collaborazione con Meitu ha permesso la creazione di uno smartphone dedicato al protagonista della serie.
Nell'America settentrionale e meridionale i diritti per lo sfruttamento del marchio sono detenuti da Viz Media, che insieme all'azienda Hot Topic ha sviluppato una vasta gamma di abiti e di oggetti collezionabili sui personaggi dell'opera; nel 2015 una partnership fra la Viz e la McDonald's ha portato alla distribuzione di alcuni Happy Meal a tema.
In Europa il merchandising è gestito da Viz Media Europe, con la collaborazione di numerose società. LUK Internacional ha ottenuto le licenze per Spagna, Portogallo e Francia. In Italia Doraemon è rappresentato da CPLG, la quale ha pianificato una vasta gamma di licenze per lo sfruttamento del marchio; mediante il gruppo Giochi Preziosi il brand è stato utilizzato nella vendita di peluche e di prodotti alimentari. Tra il 2 maggio e il 26 ottobre 2017 Panini Comics ha inoltre curato la distribuzione di Doraemon Magazine, rivista indirizzata al pubblico delle serie animate.
Il merchandising mondiale dell'opera ha in tutto più di 600 licenze attive, per un totale stimato di oltre 600 milioni di dollari di vendite annuali.
Mediante specifiche convenzioni con Shōgakukan, Doraemon è stato impiegato anche in ambito pubblicitario. The 0123, azienda giapponese di trasporti, ha trasmesso numerosi spot ispirati al personaggio a partire dal 1999. In seguito all'iniziativa Cool Japan promossa dal governo giapponese, Sharp Corporation ha prodotto varie pubblicità con i personaggi di Doraemon e di Nobita; esse sono state trasmesse esclusivamente nei paesi appartenenti all'Associazione delle Nazioni del Sud-est asiatico. Nel 2013 Toyota ha trasmesso venti spot live action incentrate sulle vite adulte dei protagonisti dell'opera. I personaggi di Doraemon e Nobita sono stati rispettivamente interpretati dall'attore francese Jean Reno e da Satoshi Tsumabuki; Shizuka, Gian e Suneo sono stati invece impersonati da Asami Mizukawa, Naoya Ogawa e Tomohisa Yamashita.